# Agastače
Agastače (lat. Agastache), rod aromatičnih trajnica i polugrmova iz porodice usnača (Lamiaceae), dio tribusa Saturejeae. Postoje 22 priznate vrste, od kojih je samo jedna iz istočne Azije, a ostale iz Sjeverne Amerike.

## Opis
Rod aromatičnih zeljastih trajnica, cjevastih cvjetova koji su vrlo privlačni pčelama, leptirima i kolibrićima. U Sjevernoj Americi je poznat kao “divovski izop” ili “kolibri metvica”, cvjetni klasovi dolaze u širokom rasponu boja, od bijele do ljubičaste. Ovaj član porodice medićevki daje aromatično lišće koje se može koristiti za pripremu čaja, potpourrisa ili za druge kulinarske svrhe.
Porijeklom iz Sjeverne Amerike i dijelova Azije, Agastache uspijeva na vrućini i tolerantan je na sušu i loša tla. Ova svestrana biljka koja se lako uzgaja cvate tjednima od ljeta do jeseni i prikladna je za kseriscaping. 

## Vrste
1. Agastache aurantiaca (A.Gray) Lint & Epling
2. Agastache breviflora (A.Gray) Epling
3. Agastache cana (Hook.) Wooton & Standl.
4. Agastache coccinea (Greene) Lint & Epling
5. Agastache cusickii (Greenm.) A.Heller
6. Agastache eplingiana R.W.Sanders
7. Agastache foeniculum (Pursh) Kuntze
8. Agastache mearnsii Wooton & Standl.
9. Agastache mexicana (Kunth) Lint & Epling
10. Agastache micrantha (A.Gray) Wooton & Standl.
11. Agastache nepetoides (L.) Kuntze
12. Agastache occidentalis (Piper) A.Heller
13. Agastache pallida (Lindl.) Cory
14. Agastache pallidiflora (A.Heller) Rydb.
15. Agastache palmeri (B.L.Rob.) Standl.
16. Agastache parvifolia Eastw.
17. Agastache pringlei (Briq.) Lint & Epling
18. Agastache rugosa (Fisch. & C.A.Mey.) Kuntze
19. Agastache rupestris (Greene) Standl.
20. Agastache scrophulariifolia (Willd.) Kuntze
21. Agastache urticifolia (Benth.) Kuntze
22. Agastache wrightii (Greenm.) Wooton & Standl.